# Morti nel 1962
| Questa pagina contiene informazioni ricavate automaticamente dalle voci biografiche con l'ausilio del template Bio e di un bot. L'aggiornamento è periodico e automatico e ricostruisce completamente la pagina. Se manca una persona in questa lista, sei pregato di non aggiungerla, ma accertati piuttosto che la sua voce biografica contenga il template Bio e che i dati anagrafici siano correttamente compilati. Se il template Bio manca, inseriscilo tu stesso o, in alternativa, metti l'avviso {{tmp\|Bio}} che ne segnala la mancanza. Se i dati riportati sono sbagliati, correggi direttamente la voce biografica; le modifiche saranno visibili in questa lista entro pochi giorni. Per chiarimenti vedi il progetto biografie. La lista contiene solo le 981 persone che sono citate nell'enciclopedia e per le quali è stato implementato correttamente il template Bio. Pagina aggiornata al 10 ago 2025. |

## Gennaio(95)
- 1º gennaio - Henry Bucknall, canottiere britannico (n. 1885)
- 1º gennaio - Mario Cavalla, saltatore con gli sci italiano (n. 1902)
- 1º gennaio - Filippo Del Giudice, produttore cinematografico italiano (n. 1892)
- 1º gennaio - Tarcisio Fusco, compositore, direttore d'orchestra e pianista italiano (n. 1904)
- 1º gennaio - Agostino Mancinelli, arcivescovo cattolico italiano (n. 1882)
- 1º gennaio - Diego Martínez Barrio, politico spagnolo (n. 1883)
- 1º gennaio - Ettore Piazza, scrittore, poeta e drammaturgo italiano (n. 1901)
- 1º gennaio - Frances Rivett-Carnac, velista britannica (n. 1874)
- 1º gennaio - Hans von Salmuth, generale tedesco (n. 1888)
- 2 gennaio - Luigi Guglielmino, pittore italiano (n. 1885)
- 2 gennaio - Ezio Oreste Rivetti di Val Cervo, imprenditore italiano (n. 1887)
- 2 gennaio - Kurt Seligmann, pittore svizzero (n. 1900)
- 2 gennaio - Fares al-Khoury, politico siriano (n. 1877)
- 3 gennaio - Hermann Lux, calciatore tedesco (n. 1893)
- 4 gennaio - Joop Campioni, calciatore olandese (n. 1901)
- 4 gennaio - Ernst Gruson, generale belga (n. 1869)
- 4 gennaio - Paul Guillaume, psicologo francese (n. 1878)
- 4 gennaio - Hans Lammers, politico e generale tedesco (n. 1879)
- 4 gennaio - Johanna Terwin, attrice tedesca (n. 1884)
- 5 gennaio - Gino Ducci, militare e politico italiano (n. 1872)
- 5 gennaio - Helmer Mörner, cavaliere svedese (n. 1895)
- 5 gennaio - Max Pohlenz, filologo classico tedesco (n. 1872)
- 5 gennaio - Per Thorén, pattinatore artistico su ghiaccio svedese (n. 1885)
- 5 gennaio - Fritz Wendhausen, attore, sceneggiatore e regista tedesco (n. 1890)
- 6 gennaio - Marcelle Capy, giornalista e scrittrice francese (n. 1891)
- 7 gennaio - Baku Ishii, danzatore e coreografo giapponese (n. 1886)
- 7 gennaio - Achille Martelli, militare italiano (n. 1874)
- 8 gennaio - Roger François Ducret, schermidore francese (n. 1888)
- 8 gennaio - Gustavo Fabbri, politico italiano (n. 1882)
- 8 gennaio - Raffaello Fossi, pittore italiano (n. 1928)
- 8 gennaio - Luigi Pareti, storico e archeologo italiano (n. 1885)
- 8 gennaio - Hyam Plutzik, poeta statunitense (n. 1911)
- 8 gennaio - Attilio Ravani, calciatore italiano (n. 1900)
- 8 gennaio - Augusto Silva, allenatore di calcio e calciatore portoghese (n. 1902)
- 8 gennaio - Maximilian von Hohenberg, nobile austriaco (n. 1902)
- 9 gennaio - Silvio Giovaninetti, commediografo, critico teatrale e giornalista italiano (n. 1901)
- 9 gennaio - Hermann Junker, egittologo tedesco (n. 1877)
- 9 gennaio - Donald Lippincott, velocista statunitense (n. 1893)
- 9 gennaio - Leroy Shield, compositore statunitense (n. 1893)
- 10 gennaio - Italo Bonardi, avvocato e politico italiano (n. 1878)
- 10 gennaio - Grigorij Lomidze, regista cinematografico sovietico (n. 1903)
- 10 gennaio - Cipriano Efisio Oppo, pittore, critico d'arte e politico italiano (n. 1891)
- 10 gennaio - Giorgio Oprandi, pittore italiano (n. 1883)
- 11 gennaio - György Orth, calciatore e allenatore di calcio ungherese (n. 1901)
- 13 gennaio - Edgar J. Goodspeed, teologo e biblista statunitense (n. 1872)
- 13 gennaio - Ernie Kovacs, attore, comico e conduttore televisivo statunitense (n. 1919)
- 14 gennaio - Rudolf von Bünau, generale tedesco (n. 1890)
- 15 gennaio - Hanna Berger, danzatrice, coreografa e insegnante austriaca (n. 1910)
- 15 gennaio - Kenneth MacKenna, attore e regista statunitense (n. 1899)
- 15 gennaio - Yos Sudarso, militare indonesiano (n. 1925)
- 15 gennaio - Shenton Thomas, politico britannico (n. 1879)
- 15 gennaio - Angiolo Vannetti, scultore italiano (n. 1881)
- 16 gennaio - Albert William Herre, ittiologo e zoologo statunitense (n. 1868)
- 16 gennaio - Frank Hurley, fotografo, regista e esploratore australiano (n. 1885)
- 16 gennaio - Ivan Meštrović, scultore croato (n. 1883)
- 16 gennaio - Tullio Moretti, calciatore italiano (n. 1906)
- 16 gennaio - Hannen Swaffer, giornalista e critico teatrale britannico (n. 1879)
- 16 gennaio - James Wordie, geologo e esploratore scozzese (n. 1889)
- 17 gennaio - Gerrit Achterberg, poeta olandese (n. 1905)
- 18 gennaio - Christian Caminada, vescovo cattolico svizzero (n. 1876)
- 19 gennaio - Snub Pollard, attore australiano (n. 1889)
- 20 gennaio - Rodolfo Del Minio, militare italiano (n. 1900)
- 20 gennaio - Robinson Jeffers, poeta statunitense (n. 1887)
- 21 gennaio - Arturo Bragaglia, attore italiano (n. 1893)
- 21 gennaio - Harry Dickason, ginnasta britannico (n. 1890)
- 21 gennaio - Georges Gimel, pittore francese (n. 1898)
- 22 gennaio - Umberto Prencipe, pittore e incisore italiano (n. 1879)
- 23 gennaio - William Ferrari, scenografo statunitense (n. 1901)
- 24 gennaio - Karl August Luther, velocista svedese (n. 1885)
- 24 gennaio - Arturo Raffaldini, pittore e restauratore italiano (n. 1899)
- 24 gennaio - Tom Shirley, attore statunitense (n. 1899)
- 24 gennaio - Ahmet Hamdi Tanpınar, scrittore, poeta e saggista turco (n. 1901)
- 25 gennaio - Albert Arthur Allen, fotografo statunitense (n. 1886)
- 25 gennaio - William Bradley, pittore e incisore statunitense (n. 1868)
- 25 gennaio - André Lhote, pittore francese (n. 1885)
- 25 gennaio - Hrand Nazariantz, scrittore, poeta e giornalista armeno (n. 1880)
- 25 gennaio - Antonio Tacconi, politico italiano (n. 1880)
- 25 gennaio - Jean Tschumi, architetto svizzero (n. 1904)
- 26 gennaio - Luigi Cimara, attore italiano (n. 1891)
- 26 gennaio - Lucky Luciano, mafioso italiano (n. 1897)
- 27 gennaio - Frances Glessner Lee, filantropa e criminologa statunitense (n. 1878)
- 28 gennaio - Ettore Gabrici, archeologo e numismatico italiano (n. 1868)
- 28 gennaio - Ettore Montanaro, musicista, compositore e direttore d'orchestra italiano (n. 1888)
- 28 gennaio - Karel Podgornik, politico e antifascista italiano (n. 1878)
- 29 gennaio - Louis Gernet, filologo, giurista e storico francese (n. 1882)
- 29 gennaio - Fritz Kreisler, violinista e compositore austriaco (n. 1875)
- 29 gennaio - Rolando Ricci, militare e aviatore italiano (n. 1913)
- 30 gennaio - Mario Carloni, generale italiano (n. 1894)
- 30 gennaio - Alda Lara, poetessa portoghese (n. 1930)
- 30 gennaio - Annie Pétain, francese (n. 1877)
- 30 gennaio - Louis Raymond, tennista sudafricano (n. 1895)
- 31 gennaio - Attilio Firpi, calciatore uruguaiano (n. 1880)
- 31 gennaio - Dannie Heineman, ingegnere, imprenditore e filantropo statunitense (n. 1872)
- 31 gennaio - Noel Purcell, pallanuotista irlandese (n. 1891)
- 31 gennaio - Hermann Rothert, avvocato, politico e storico tedesco (n. 1875)

## Febbraio(73)
- 1º febbraio - Sture Bolin, storico svedese (n. 1900)
- 1º febbraio - Wilhelm Ohnesorge, politico tedesco (n. 1872)
- 1º febbraio - Ida Quaiatti, soprano italiano (n. 1890)
- 1º febbraio - Bruno Roghi, giornalista italiano (n. 1894)
- 1º febbraio - Carey Wilson, doppiatore, sceneggiatore e produttore cinematografico statunitense (n. 1889)
- 2 febbraio - Paul Kugler, calciatore tedesco (n. 1889)
- 3 febbraio - Giuseppe Ticozzelli, ciclista su strada, allenatore di calcio e calciatore italiano (n. 1894)
- 4 febbraio - Art Austin, pallanuotista statunitense (n. 1902)
- 4 febbraio - Daniel Halévy, storico e saggista francese (n. 1872)
- 4 febbraio - Achille Malcovati, militare italiano (n. 1897)
- 5 febbraio - Gaetano Cicognani, cardinale, arcivescovo cattolico e diplomatico italiano (n. 1881)
- 5 febbraio - Matteo Della Corte, archeologo e epigrafista italiano (n. 1875)
- 5 febbraio - Jacques Ibert, compositore francese (n. 1890)
- 5 febbraio - Doug Watkins, contrabbassista e violoncellista statunitense (n. 1934)
- 6 febbraio - Roy Atwell, attore statunitense (n. 1878)
- 6 febbraio - Edmund Bergler, psicoanalista austriaco (n. 1899)
- 6 febbraio - Candido Portinari, pittore brasiliano (n. 1903)
- 6 febbraio - Teodósio Clemente de Gouveia, cardinale e arcivescovo cattolico portoghese (n. 1889)
- 6 febbraio - Enrico Tosi, politico italiano (n. 1906)
- 7 febbraio - Camillo Caironi, arbitro di calcio italiano (n. 1900)
- 7 febbraio - Alberto Mannerini, generale italiano (n. 1891)
- 7 febbraio - Filippo De Nobili, scrittore italiano (n. 1875)
- 9 febbraio - John Bartholomew, cartografo e geografo britannico (n. 1890)
- 9 febbraio - Glen Cavender, attore statunitense (n. 1883)
- 10 febbraio - Matthew Boulton, attore cinematografico e attore teatrale britannico (n. 1893)
- 10 febbraio - Władysław Broniewski, poeta e militare polacco (n. 1897)
- 10 febbraio - Herbert Engelsing, avvocato tedesco (n. 1904)
- 10 febbraio - René Fauchois, scrittore, drammaturgo e attore teatrale francese (n. 1882)
- 10 febbraio - Orazio Lupis, generale italiano (n. 1892)
- 10 febbraio - John J. Mescall, direttore della fotografia statunitense (n. 1899)
- 10 febbraio - Eduard von Steiger, politico svizzero (n. 1881)
- 11 febbraio - Indalecio Prieto, politico spagnolo (n. 1883)
- 12 febbraio - Zenobio Lorenzo Guilland, arcivescovo cattolico argentino (n. 1890)
- 12 febbraio - Carlo Moreno, cantante e compositore italiano (n. 1907)
- 13 febbraio - Karl Llewellyn, giurista statunitense (n. 1893)
- 14 febbraio - Hu Zongnan, generale cinese (n. 1896)
- 14 febbraio - Shōzaburō Watanabe, editore giapponese (n. 1885)
- 15 febbraio - Josiah McCracken, pesista, martellista e discobolo statunitense (n. 1874)
- 15 febbraio - Aloysius Joseph Muench, cardinale e arcivescovo cattolico statunitense (n. 1889)
- 15 febbraio - Carl Seelig, scrittore e mecenate svizzero (n. 1894)
- 15 febbraio - Vladimir Sokoloff, attore russo (n. 1889)
- 16 febbraio - Marcel Lévesque, attore francese (n. 1877)
- 17 febbraio - Temistocle Bernardi, diplomatico e politico italiano (n. 1871)
- 17 febbraio - Mary Alice Blair, medico neozelandese (n. 1880)
- 17 febbraio - Philippe Cattiau, schermidore francese (n. 1892)
- 17 febbraio - Joseph Kearns, attore e insegnante statunitense (n. 1907)
- 17 febbraio - Bruno Walter, direttore d'orchestra, pianista e compositore tedesco (n. 1876)
- 18 febbraio - Erik Granfelt, ginnasta, tiratore di fune e calciatore svedese (n. 1883)
- 18 febbraio - Amleto Sartori, scultore e poeta italiano (n. 1915)
- 18 febbraio - Stefan Sudrich, calciatore austriaco (n. 1888)
- 19 febbraio - Émile Armand, anarchico e filosofo francese (n. 1872)
- 19 febbraio - James Barton, attore statunitense (n. 1890)
- 19 febbraio - Sophus Hansen, calciatore e arbitro di calcio danese (n. 1889)
- 19 febbraio - Georgios Papanicolaou, medico greco (n. 1883)
- 20 febbraio - Ennio Avanzini, avvocato e politico italiano (n. 1888)
- 20 febbraio - Joseph N. Ermolieff, produttore cinematografico russo (n. 1889)
- 20 febbraio - Folke Johnson, velista svedese (n. 1887)
- 21 febbraio - Pietro Bronzini, calciatore italiano (n. 1898)
- 21 febbraio - Harold Wolff, medico e neurologo statunitense (n. 1898)
- 22 febbraio - Laure Albin-Guillot, fotografa francese (n. 1879)
- 22 febbraio - Anson Dyer, regista, sceneggiatore e animatore inglese (n. 1876)
- 22 febbraio - Alfredo Jeri, giornalista, scrittore e poeta italiano (n. 1896)
- 24 febbraio - Halfdan Ditlev-Simonsen, calciatore norvegese (n. 1894)
- 24 febbraio - Hu Shi, scrittore e diplomatico cinese (n. 1891)
- 24 febbraio - Per Skou, dirigente sportivo e calciatore norvegese (n. 1891)
- 25 febbraio - Maria Ludovica De Angelis, religiosa italiana (n. 1880)
- 25 febbraio - Anatolij Nikolaevič Obuchov, ballerino russo (n. 1896)
- 27 febbraio - Willie Best, attore statunitense (n. 1913)
- 27 febbraio - Elise Cowen, poetessa statunitense (n. 1933)
- 27 febbraio - Gastone Gambara, generale italiano (n. 1890)
- 27 febbraio - Riccardo Moizo, generale e prefetto italiano (n. 1877)
- 28 febbraio - Osvaldo Sanini, giornalista, poeta e scrittore italiano (n. 1874)
- 28 febbraio - Louis Wilke, allenatore di pallacanestro, allenatore di football americano e dirigente sportivo statunitense (n. 1896)

## Marzo(78)
- 1º marzo - Roscoe Ates, attore statunitense (n. 1895)
- 1º marzo - Richard L. Conolly, ammiraglio statunitense (n. 1892)
- 1º marzo - Alfredo Galletti, critico letterario italiano (n. 1872)
- 1º marzo - William Fraser Lewis, ostacolista statunitense (n. 1876)
- 2 marzo - Walt Kiesling, allenatore di football americano e giocatore di football americano statunitense (n. 1903)
- 2 marzo - Michael Lang, ginnasta e multiplista statunitense (n. 1875)
- 2 marzo - Charles Jean de la Vallée-Poussin, matematico belga (n. 1866)
- 3 marzo - Pierre Benoît, romanziere francese (n. 1886)
- 3 marzo - Cairine Wilson, politica canadese (n. 1885)
- 4 marzo - Zdeněk Chalabala, direttore d'orchestra ceco (n. 1889)
- 4 marzo - Egisto Olivieri, attore italiano (n. 1880)
- 4 marzo - Carlo Salsa, giornalista, scrittore e sceneggiatore italiano (n. 1893)
- 5 marzo - Libero Liberati, pilota motociclistico italiano (n. 1926)
- 6 marzo - Juan Calvo Domenech, attore spagnolo (n. 1892)
- 6 marzo - René Laforgue, psichiatra e psicoanalista francese (n. 1894)
- 6 marzo - Turi Pandolfini, attore italiano (n. 1883)
- 7 marzo - Ladislav Mráz, calciatore cecoslovacco (n. 1909)
- 8 marzo - Antonio Cicu, giurista italiano (n. 1879)
- 8 marzo - Hans-Gustav Felber, generale tedesco (n. 1889)
- 8 marzo - Werner Friebe, generale tedesco (n. 1897)
- 8 marzo - Louis René Edmond Le Pivain, ammiraglio francese (n. 1887)
- 8 marzo - Pietro Righi, calciatore italiano (n. 1913)
- 8 marzo - Alfred Sturm, generale tedesco (n. 1888)
- 9 marzo - Mario Balleri, canottiere italiano (n. 1902)
- 9 marzo - Charles "Bud" Taylor, pugile statunitense (n. 1903)
- 9 marzo - Pietro Toesca, storico dell'arte italiano (n. 1877)
- 11 marzo - Margita Alfvén, attrice svedese (n. 1905)
- 11 marzo - Salvatore Corvaya, pittore italiano (n. 1872)
- 11 marzo - Vjačeslav Vasil'evič Ragozin, scacchista sovietico (n. 1908)
- 12 marzo - Edoardo Torre, politico italiano (n. 1882)
- 13 marzo - Guido Faletra, politico e sindacalista italiano (n. 1920)
- 13 marzo - Franz Kaiser, astronomo tedesco (n. 1891)
- 14 marzo - Karel Bejbl, calciatore cecoslovacco (n. 1906)
- 14 marzo - Ernest Henley, velocista britannico (n. 1889)
- 14 marzo - Abol-Ghasem Mostafavi Kashani, politico iraniano (n. 1882)
- 15 marzo - Charles Bartliff, calciatore statunitense (n. 1886)
- 15 marzo - Arthur Compton, fisico statunitense (n. 1892)
- 15 marzo - Fricis Dambrēvics, calciatore lettone (n. 1904)
- 15 marzo - Mouloud Feraoun, scrittore algerino (n. 1913)
- 15 marzo - Franz Weselik, calciatore austriaco (n. 1903)
- 16 marzo - Vincent L. Eaton, scacchista, compositore di scacchi e bibliotecario statunitense (n. 1915)
- 16 marzo - Frederick Pentland, calciatore e allenatore di calcio inglese (n. 1883)
- 16 marzo - Aatos Jaskari, lottatore finlandese (n. 1904)
- 17 marzo - Giuseppe Folchi, pittore, fotografo e regista italiano (n. 1911)
- 17 marzo - Ottavio Zoppi, generale e politico italiano (n. 1870)
- 18 marzo - Johannes Guter, regista e sceneggiatore lettone (n. 1882)
- 18 marzo - Ľudo Ondrejov, scrittore e poeta slovacco (n. 1901)
- 19 marzo - Giuseppe De Luca, presbitero, editore e saggista italiano (n. 1898)
- 19 marzo - Vasilij Iosifovič Džugašvili, generale sovietico (n. 1921)
- 19 marzo - Ettore Fabietti, bibliotecario e librettista italiano (n. 1876)
- 19 marzo - Gertrude Robinson, attrice statunitense (n. 1890)
- 20 marzo - Andrew Ellicott Douglass, astronomo statunitense (n. 1867)
- 20 marzo - Henri Mouton, calciatore francese (n. 1881)
- 20 marzo - Charles Wright Mills, sociologo statunitense (n. 1916)
- 21 marzo - Ādolfs Bļodnieks, politico lettone (n. 1889)
- 21 marzo - Giambattista Scarpari, architetto e ingegnere italiano (n. 1884)
- 21 marzo - Edith Wakeling, montatrice canadese (n. 1879)
- 22 marzo - Fidel Dávila Arrondo, generale e politico spagnolo (n. 1878)
- 22 marzo - Francesco La Ferla, generale italiano (n. 1886)
- 23 marzo - Eugenio Canfari, dirigente sportivo italiano (n. 1878)
- 23 marzo - Val Paul, attore, regista e produttore cinematografico statunitense (n. 1886)
- 24 marzo - Giovanna Caleffi, anarchica italiana (n. 1897)
- 24 marzo - Camillo Galizzi, ingegnere italiano (n. 1880)
- 24 marzo - Carlo Innocenzi, musicista e compositore italiano (n. 1899)
- 24 marzo - Auguste Piccard, fisico e esploratore svizzero (n. 1884)
- 25 marzo - Felice Maria Cappello, presbitero italiano (n. 1879)
- 25 marzo - Joop Carp, velista olandese (n. 1897)
- 25 marzo - Antonín Novotný, nuotatore e pallanuotista cecoslovacco (n. 1900)
- 26 marzo - Gino Girolamo Fanno, ingegnere meccanico italiano (n. 1882)
- 26 marzo - Johann von Ravenstein, generale tedesco (n. 1889)
- 26 marzo - Augusta Savage, scultrice statunitense (n. 1892)
- 27 marzo - James Basevi, scenografo britannico (n. 1890)
- 27 marzo - Jack Britton, pugile statunitense (n. 1885)
- 27 marzo - Franco Coop, attore italiano (n. 1891)
- 28 marzo - David Wijnveldt, calciatore olandese (n. 1891)
- 29 marzo - Anatolij Michajlovič Rybakov, regista cinematografico sovietico (n. 1919)
- 29 marzo - Giuseppe Viggiani, pittore, scrittore e traduttore italiano (n. 1892)
- 31 marzo - Marcello Dudovich, pubblicitario, pittore e illustratore italiano (n. 1878)

## Aprile(87)
- 1º aprile - Agostino Borio, matematico italiano (n. 1873)
- 1º aprile - Jules Boucherit, violinista e insegnante francese (n. 1877)
- 1º aprile - Michel de Ghelderode, drammaturgo e scrittore belga (n. 1898)
- 1º aprile - Otto Pötzl, psichiatra e neurologo austriaco (n. 1877)
- 2 aprile - Hermann Geiger, farmacista e imprenditore svizzero (n. 1870)
- 2 aprile - Otto Haesler, architetto tedesco (n. 1880)
- 2 aprile - Ananda Samarakoon, compositore e musicista singalese (n. 1911)
- 3 aprile - Adolfo Bordoni, ciclista su strada italiano (n. 1905)
- 3 aprile - Ernst Grünfeld, scacchista austriaco (n. 1893)
- 3 aprile - Francisco Gómez de Santiago, vescovo cattolico e missionario spagnolo (n. 1887)
- 3 aprile - Manolis Kalomiris, compositore greco (n. 1883)
- 3 aprile - Benny Paret, pugile cubano (n. 1937)
- 3 aprile - Hugo Rüster, canottiere tedesco (n. 1872)
- 4 aprile - Dario Compiani, allenatore di calcio e calciatore italiano (n. 1903)
- 4 aprile - Gino Filippini, compositore, direttore d'orchestra e arrangiatore italiano (n. 1900)
- 4 aprile - Klaus Suomela, ginnasta finlandese (n. 1888)
- 5 aprile - Zaccaria Bricito, politico italiano (n. 1875)
- 5 aprile - Alfred Joseph Gummer, vescovo cattolico australiano (n. 1899)
- 5 aprile - Alfredo Kindelán, nobile, ufficiale e aviatore spagnolo (n. 1879)
- 5 aprile - Boo Kullberg, ginnasta svedese (n. 1889)
- 6 aprile - Carlo Giorgio Garofalo, compositore, direttore d'orchestra e organista italiano (n. 1886)
- 6 aprile - Henri Mondor, medico, scrittore e biografo francese (n. 1885)
- 6 aprile - Batilde di Schaumburg-Lippe, principessa tedesca (n. 1873)
- 7 aprile - Walerian Czuma, generale polacco (n. 1890)
- 7 aprile - Ripp, compositore italiano (n. 1888)
- 7 aprile - Rona Robinson, chimica e attivista britannica (n. 1884)
- 8 aprile - Juan Belmonte, torero spagnolo (n. 1892)
- 8 aprile - Lili Marberg, attrice tedesca (n. 1876)
- 8 aprile - René Rottenfluc, lottatore francese (n. 1900)
- 9 aprile - Carlo Bertozzi, aviatore e imprenditore italiano (n. 1896)
- 9 aprile - Kaspar Hassel, velista norvegese (n. 1877)
- 10 aprile - Michael Curtiz, regista, produttore cinematografico e attore ungherese (n. 1886)
- 10 aprile - Lucienne Delyle, cantante francese (n. 1913)
- 10 aprile - Manton S. Eddy, generale statunitense (n. 1892)
- 10 aprile - David Mangnall, allenatore di calcio e calciatore inglese (n. 1905)
- 10 aprile - Stuart Sutcliffe, bassista e pittore britannico (n. 1940)
- 11 aprile - Sven Landberg, ginnasta svedese (n. 1888)
- 11 aprile - George Poage, ostacolista e velocista statunitense (n. 1880)
- 11 aprile - Axel Revold, pittore e illustratore norvegese (n. 1887)
- 11 aprile - Bruno da Osimo, incisore e scrittore italiano (n. 1888)
- 12 aprile - Ron Flockhart, pilota di Formula 1 britannico (n. 1923)
- 12 aprile - Nils Hellsten, schermidore svedese (n. 1886)
- 12 aprile - Erwin Guido Kolbenheyer, scrittore, poeta e drammaturgo tedesco (n. 1878)
- 12 aprile - Anton Pevsner, scultore francese (n. 1886)
- 13 aprile - Rinaldo Mastellari, scultore italiano (n. 1884)
- 13 aprile - Renzo Morigi, tiratore a segno italiano (n. 1895)
- 13 aprile - Hermann Muhs, politico tedesco (n. 1894)
- 13 aprile - Culbert Olson, politico statunitense (n. 1876)
- 13 aprile - Werner Rothmaler, botanico tedesco (n. 1908)
- 14 aprile - Iuliu Baratky, calciatore e allenatore di calcio rumeno (n. 1910)
- 15 aprile - Alex Alexis, editore, scrittore e traduttore italiano (n. 1902)
- 15 aprile - Clara Blandick, attrice statunitense (n. 1876)
- 15 aprile - Ed Lewinski, cestista statunitense (n. 1918)
- 15 aprile - Antonio Maxia, politico italiano (n. 1904)
- 16 aprile - Jean Amrouche, scrittore, poeta e critico letterario algerino (n. 1906)
- 16 aprile - Renzo Mori, tenore italiano (n. 1890)
- 17 aprile - Louise Fazenda, attrice statunitense (n. 1895)
- 17 aprile - Ettore Gliozzi, linguista, pedagogista e storico italiano (n. 1869)
- 17 aprile - Pierre Larquey, attore francese (n. 1884)
- 17 aprile - Henricus Tromp, canottiere olandese (n. 1878)
- 18 aprile - Jules Lecoutre, ginnasta francese (n. 1878)
- 18 aprile - Oscar van Rappard, calciatore olandese (n. 1896)
- 19 aprile - Teofilo Fontana, politico italiano (n. 1892)
- 20 aprile - Alberto Cibrario, medico e pittore italiano (n. 1877)
- 20 aprile - Giorgio Dal Piaz, geologo e paleontologo italiano (n. 1872)
- 21 aprile - Agnes Henningsen, scrittrice danese (n. 1868)
- 21 aprile - Kintomo Mushanokōji, diplomatico e politico giapponese (n. 1882)
- 21 aprile - Giovanni Luigi Satta, militare italiano (n. 1892)
- 22 aprile - Ferdinando Pozzani, imprenditore e dirigente sportivo italiano (n. 1896)
- 22 aprile - Vera Reynolds, attrice statunitense (n. 1899)
- 23 aprile - Amy Archer-Gilligan, serial killer statunitense (n. 1873)
- 24 aprile - Romolo Balzani, cantautore e attore italiano (n. 1892)
- 24 aprile - Umberto Nistri, aviatore, militare e imprenditore italiano (n. 1895)
- 24 aprile - Emilio Prados, poeta spagnolo (n. 1899)
- 25 aprile - Francis Hackett, scrittore e storico irlandese (n. 1883)
- 25 aprile - Eddie South, violinista statunitense (n. 1904)
- 26 aprile - Alessandrina Luisa di Danimarca, principessa danese (n. 1914)
- 27 aprile - H.M. Horkheimer, produttore cinematografico e regista statunitense (n. 1882)
- 27 aprile - Mario Soldarelli, generale italiano (n. 1886)
- 28 aprile - Gianna Beretta Molla, pediatra italiana (n. 1922)
- 28 aprile - Giuseppe Petrelli, arcivescovo cattolico italiano (n. 1873)
- 28 aprile - Lewis Hackett, igienista statunitense (n. 1884)
- 29 aprile - Massimo Pilotti, giurista e magistrato italiano (n. 1879)
- 29 aprile - Armande de Polignac, compositrice francese (n. 1876)
- 30 aprile - Jameson Adams, esploratore, meteorologo e militare britannico (n. 1880)
- 30 aprile - Tom Lieb, discobolo statunitense (n. 1899)
- 30 aprile - Axel Nordlander, cavaliere svedese (n. 1879)

## Maggio(70)
- 1º maggio - Sydney Cockerell, collezionista d'arte britannico (n. 1867)
- 1º maggio - Hans Lem, ginnasta norvegese (n. 1875)
- 1º maggio - Salvatore Scoca, magistrato e politico italiano (n. 1894)
- 2 maggio - Léon Ambard, medico francese (n. 1876)
- 2 maggio - Julien Luchaire, letterato e insegnante francese (n. 1876)
- 4 maggio - Carlo Ferrarese, calciatore italiano (n. 1882)
- 4 maggio - Vadym Meller, pittore e scenografo ucraino (n. 1884)
- 4 maggio - Cécile Vogt-Mugnier, neurologa francese (n. 1875)
- 5 maggio - Mario Orgero, calciatore, pesista e discobolo italiano (n. 1903)
- 6 maggio - Virginia Andreescu Haret, architetta rumena (n. 1894)
- 6 maggio - Eugenio Frola, matematico italiano (n. 1906)
- 7 maggio - Jimmy Conlin, attore statunitense (n. 1884)
- 7 maggio - Paolo De Barbieri, liutaio italiano (n. 1889)
- 8 maggio - Mihovil Abramić, archeologo croato (n. 1884)
- 8 maggio - Donald Lambert, pianista statunitense (n. 1904)
- 8 maggio - Erna Lendvai-Dircksen, fotografa tedesca (n. 1883)
- 8 maggio - Freddie Miller, pugile statunitense (n. 1911)
- 8 maggio - Axel Otto Normann, giornalista e direttore teatrale norvegese (n. 1884)
- 9 maggio - George Jobey, calciatore e allenatore di calcio inglese (n. 1885)
- 9 maggio - Geremia Lunardelli, imprenditore italiano (n. 1885)
- 9 maggio - Valdus Lund, calciatore svedese (n. 1895)
- 9 maggio - Raimondo Van Riel, attore e truccatore italiano (n. 1881)
- 9 maggio - Evangelista Latino Enrico Vanni, arcivescovo cattolico italiano (n. 1878)
- 10 maggio - Shunroku Hata, militare giapponese (n. 1879)
- 11 maggio - Emanuele Finocchiaro Aprile, politico e ingegnere italiano (n. 1880)
- 11 maggio - Hans Luther, politico tedesco (n. 1879)
- 11 maggio - Eugène Pittard, antropologo svizzero (n. 1867)
- 11 maggio - Italo Salsi, politico italiano (n. 1865)
- 12 maggio - Dick Calkins, fumettista statunitense (n. 1895)
- 12 maggio - Giulio Cotronei, biologo italiano (n. 1885)
- 12 maggio - Pedro Pablo Ramírez, generale e politico argentino (n. 1884)
- 13 maggio - Roberto Almagià, geografo italiano (n. 1884)
- 13 maggio - Frank Jenks, attore statunitense (n. 1902)
- 13 maggio - Franz Kline, pittore statunitense (n. 1910)
- 13 maggio - Burton Egbert Stevenson, scrittore statunitense (n. 1872)
- 14 maggio - Florence Auer, attrice e sceneggiatrice statunitense (n. 1880)
- 14 maggio - Silpa Bhirasri, scultore e incisore italiano (n. 1892)
- 15 maggio - Nicola Canino, vescovo cattolico italiano (n. 1897)
- 17 maggio - Arsenij Grigor'evič Golovko, ammiraglio sovietico (n. 1906)
- 17 maggio - Harold Muller, altista statunitense (n. 1901)
- 18 maggio - Kurt Kersten, storico, scrittore e giornalista tedesco (n. 1891)
- 19 maggio - Fausto Brancolini, calciatore italiano (n. 1902)
- 19 maggio - Alessandro Degai, pittore russo (n. 1890)
- 19 maggio - Gabriele Münter, pittrice tedesca (n. 1877)
- 20 maggio - Antonio Cortella, calciatore argentino (n. 1896)
- 20 maggio - Georges Marçais, orientalista francese (n. 1876)
- 20 maggio - Alessandro Pirzio Biroli, generale e schermidore italiano (n. 1877)
- 20 maggio - Josef Uridil, allenatore di calcio e calciatore austriaco (n. 1895)
- 21 maggio - Pietro Bianchi, sollevatore italiano (n. 1895)
- 21 maggio - Gilbert P. Hamilton, regista, attore e produttore cinematografico statunitense (n. 1890)
- 21 maggio - Francesco Olgiati, presbitero e filosofo italiano (n. 1886)
- 21 maggio - Guido Pesenti, avvocato, sindacalista e politico italiano (n. 1884)
- 22 maggio - Frosty Cox, allenatore di pallacanestro statunitense (n. 1908)
- 23 maggio - Douglas Carruthers, esploratore e naturalista britannico (n. 1882)
- 23 maggio - Louis Coatalen, ingegnere francese (n. 1879)
- 23 maggio - René Warcollier, ingegnere chimico e parapsicologo francese (n. 1881)
- 24 maggio - Cloe Elmo, mezzosoprano italiano (n. 1910)
- 26 maggio - Karl Rapp, imprenditore e ingegnere tedesco (n. 1882)
- 27 maggio - Thomas Baumgartner, pittore tedesco (n. 1892)
- 27 maggio - Luigi Benedetti, politico italiano (n. 1898)
- 27 maggio - Egon Petri, pianista olandese (n. 1881)
- 27 maggio - Lorenzo Spallino, politico italiano (n. 1897)
- 28 maggio - Hamid Idris Awate, politico e militare eritreo (n. 1910)
- 28 maggio - Giacomo Gaglione, religioso italiano (n. 1896)
- 28 maggio - Domenico Spoleti, politico italiano (n. 1893)
- 29 maggio - Natale Cirino, attore italiano (n. 1894)
- 29 maggio - Rose Smith, montatrice e attrice statunitense (n. 1897)
- 30 maggio - Pierre Gilliard, docente svizzero (n. 1879)
- 31 maggio - Ercole Bodini, calciatore e allenatore di calcio italiano (n. 1904)
- 31 maggio - Carl Axel Pettersson, giocatore di curling svedese (n. 1874)

## Giugno(62)
- 1º giugno - Adolf Eichmann, militare, funzionario e criminale di guerra tedesco (n. 1906)
- 1º giugno - Ferdinando Scajola, politico italiano (n. 1906)
- 2 giugno - Fran Saleški Finžgar, scrittore e presbitero sloveno (n. 1871)
- 2 giugno - Hertha von Hagen, attrice austriaca (n. 1876)
- 2 giugno - Vita Sackville-West, poetessa, scrittrice e botanica inglese (n. 1892)
- 2 giugno - José Sastre Perciba, calciatore spagnolo (n. 1908)
- 2 giugno - Johnny Summers, calciatore inglese (n. 1927)
- 4 giugno - Elisabetta Ambiveri, imprenditrice e filantropa italiana (n. 1888)
- 4 giugno - William Beebe, ornitologo, entomologo e esploratore statunitense (n. 1877)
- 4 giugno - Peter Jamvold, velista norvegese (n. 1896)
- 6 giugno - Abba Achimeir, giornalista sovietico (n. 1897)
- 6 giugno - Yves Klein, artista francese (n. 1928)
- 6 giugno - Tom Phillis, pilota motociclistico australiano (n. 1931)
- 6 giugno - Jack Rimmer, siepista e mezzofondista britannico (n. 1878)
- 6 giugno - Guinn Williams, attore statunitense (n. 1899)
- 7 giugno - Andrés Ignacio Menéndez, militare e politico salvadoregno (n. 1879)
- 7 giugno - Joe Profaci, mafioso italiano (n. 1897)
- 8 giugno - Gottlieb Duttweiler, imprenditore e politico svizzero (n. 1888)
- 8 giugno - Eugène Freyssinet, ingegnere francese (n. 1879)
- 8 giugno - Fernando Palazzi, romanziere, lessicografo e critico letterario italiano (n. 1884)
- 10 giugno - Francisco Bru, calciatore, arbitro di calcio e allenatore di calcio spagnolo (n. 1885)
- 12 giugno - Orazio Bisio, calciatore italiano (n. 1898)
- 12 giugno - John Ireland, compositore e insegnante inglese (n. 1879)
- 12 giugno - Hermann Stork, tuffatore tedesco (n. 1911)
- 13 giugno - Eugene Aynsley Goossens, compositore e direttore d'orchestra inglese (n. 1893)
- 14 giugno - Otto Bülte, calciatore tedesco (n. 1886)
- 15 giugno - Eugeniusz Baziak, arcivescovo cattolico polacco (n. 1890)
- 15 giugno - Alfred Cortot, pianista e direttore d'orchestra francese (n. 1877)
- 15 giugno - Volrado di Schaumburg-Lippe, principe tedesco (n. 1887)
- 15 giugno - Dino Penazzato, politico e sindacalista italiano (n. 1913)
- 15 giugno - Umberto Sannicolò, politico italiano (n. 1902)
- 16 giugno - Aleksej Innokent'evič Antonov, generale sovietico (n. 1896)
- 16 giugno - Giuliano Cassiani Ingoni, generale italiano (n. 1896)
- 16 giugno - Hans Kirk, scrittore danese (n. 1898)
- 16 giugno - Roberto Minervini, giornalista, drammaturgo e saggista italiano (n. 1900)
- 16 giugno - Jerry Winholtz, lottatore statunitense (n. 1874)
- 17 giugno - Olinto Cristina, attore e doppiatore italiano (n. 1888)
- 18 giugno - Volkmar Andreae, compositore e direttore d'orchestra svizzero (n. 1879)
- 18 giugno - Antonio Hercolani Fava Simonetti, cavaliere italiano (n. 1883)
- 18 giugno - Teté, calciatore e allenatore di calcio brasiliano (n. 1907)
- 19 giugno - Frank Borzage, regista, attore e produttore cinematografico statunitense (n. 1894)
- 19 giugno - Arvor Hansen, ginnasta danese (n. 1886)
- 19 giugno - Will Wright, attore statunitense (n. 1894)
- 20 giugno - Gabriel Bertrand, chimico e biologo francese (n. 1867)
- 22 giugno - Mario Crespi, imprenditore, editore e politico italiano (n. 1879)
- 22 giugno - Martin Gordan, pattinatore artistico su ghiaccio tedesco (n. 1876)
- 22 giugno - Herbert William Heinrich, ingegnere statunitense (n. 1886)
- 22 giugno - Nuccia Robella, attrice italiana (n. 1887)
- 22 giugno - Angelo Tonolo, matematico italiano (n. 1885)
- 23 giugno - Sigurd Andersen, calciatore norvegese (n. 1903)
- 24 giugno - Carl Schutte, ciclista su strada statunitense (n. 1887)
- 24 giugno - Lucile Watson, attrice canadese (n. 1879)
- 25 giugno - Vittorio Belmondo, pilota automobilistico italiano (n. 1912)
- 26 giugno - Émile Wegelin, canottiere e pittore francese (n. 1875)
- 28 giugno - Mickey Cochrane, giocatore di baseball e allenatore di baseball statunitense (n. 1903)
- 28 giugno - Silvio Pasi, partigiano italiano (n. 1911)
- 30 giugno - Sybille Binder, attrice austriaca (n. 1895)
- 30 giugno - James Greene, nuotatore statunitense (n. 1876)
- 30 giugno - Heikki Kähkönen, lottatore finlandese (n. 1891)
- 30 giugno - Caspar Neher, scenografo e librettista tedesco (n. 1897)
- 30 giugno - Luigi Scelzo, generale italiano (n. 1880)
- 30 giugno - Elena Adelaide di Schleswig-Holstein-Sonderburg-Glücksburg, principessa danese (n. 1888)

## Luglio(65)
- 2 luglio - Arconovaldo Bonacorsi, generale italiano (n. 1898)
- 2 luglio - Anton Kugler, calciatore tedesco (n. 1898)
- 2 luglio - Peter Ryan, pilota automobilistico canadese (n. 1940)
- 2 luglio - Valeska Suratt, attrice statunitense (n. 1882)
- 2 luglio - Harold Turner, ballerino britannico (n. 1909)
- 3 luglio - Walter von Allwoerden, attore tedesco (n. 1890)
- 4 luglio - Rex Bell, attore e politico statunitense (n. 1903)
- 4 luglio - Adalbert Friedrich, calciatore tedesco (n. 1884)
- 4 luglio - Carl Hellström, velista svedese (n. 1864)
- 4 luglio - Fred Morris, calciatore inglese (n. 1893)
- 4 luglio - Aleksej Šapošnikov, calciatore sovietico (n. 1899)
- 4 luglio - Thomas Jefferson Jackson See, astronomo statunitense (n. 1866)
- 5 luglio - Halvor Birch, ginnasta danese (n. 1885)
- 6 luglio - Paul Boffa, politico maltese (n. 1890)
- 6 luglio - William Faulkner, scrittore, sceneggiatore e poeta statunitense (n. 1897)
- 6 luglio - Giuseppe Augusto d'Asburgo-Lorena, politico e generale ungherese (n. 1872)
- 6 luglio - Bruno Leydet, scrittore francese (n. 1890)
- 7 luglio - Giovanni Panico, cardinale e arcivescovo cattolico italiano (n. 1895)
- 8 luglio - Gabriella Besanzoni, contralto e mezzosoprano italiano (n. 1890)
- 8 luglio - Caroline Frances Cooke, attrice e sceneggiatrice statunitense (n. 1875)
- 9 luglio - Georges Bataille, scrittore, antropologo e filosofo francese (n. 1897)
- 9 luglio - Max Leopold Wagner, etnologo, linguista e filologo tedesco (n. 1880)
- 11 luglio - Don Napy, sceneggiatore e regista cinematografico argentino
- 11 luglio - Owen D. Young, economista statunitense (n. 1874)
- 12 luglio - Jean Pacot, calciatore francese (n. 1890)
- 12 luglio - Domenico Riccardo Peretti Griva, fotografo, magistrato e antifascista italiano (n. 1882)
- 13 luglio - Kurt Metzner, giurista, editore e diplomatico tedesco (n. 1895)
- 14 luglio - Luigi Brentani, avvocato e storico svizzero (n. 1892)
- 15 luglio - Francesco Pantaleo Gabrieli, magistrato italiano (n. 1888)
- 16 luglio - Theodor Litt, filosofo e pedagogo tedesco (n. 1880)
- 18 luglio - Eugene Houdry, ingegnere meccanico e inventore francese (n. 1892)
- 18 luglio - Clinio Misserville, militare italiano (n. 1921)
- 18 luglio - Marcel Ourdouillié, calciatore francese (n. 1913)
- 18 luglio - Alfredo Sangiorgi, musicista e compositore italiano (n. 1894)
- 19 luglio - Bernhard Klosterkemper, generale tedesco (n. 1897)
- 20 luglio - Erna Morena, attrice tedesca (n. 1885)
- 20 luglio - André Renard, partigiano e sindacalista belga (n. 1911)
- 20 luglio - Tou Samouth, politico e rivoluzionario cambogiano (n. 1915)
- 21 luglio - Olof Ohlsson, calciatore svedese (n. 1888)
- 21 luglio - Albert Roosevelt, rugbista a 15 francese (n. 1879)
- 21 luglio - George Macaulay Trevelyan, storico e scrittore britannico (n. 1876)
- 22 luglio - Carlo Sigismondi, ingegnere, militare e politico italiano (n. 1880)
- 23 luglio - Victor Moore, attore, regista e sceneggiatore statunitense (n. 1876)
- 24 luglio - Victor Bourgeois, architetto e urbanista belga (n. 1897)
- 24 luglio - Kini Kapahu Wilson, ballerina, musicista e cantante statunitense (n. 1872)
- 25 luglio - Paul Aymé, tennista francese (n. 1869)
- 26 luglio - Giorgio Preca, presbitero maltese (n. 1880)
- 26 luglio - Raquel Meller, cantante e attrice spagnola (n. 1888)
- 27 luglio - Richard Aldington, poeta, scrittore e saggista britannico (n. 1892)
- 27 luglio - Tiberio Condello, attore, scrittore e poeta italiano (n. 1904)
- 27 luglio - Conrad Arnold Elvehjem, biochimico statunitense (n. 1901)
- 27 luglio - Richard Herrmann, calciatore tedesco occidentale (n. 1923)
- 27 luglio - Carlo Morosi, calciatore italiano (n. 1911)
- 27 luglio - Ion Țuculescu, pittore rumeno (n. 1910)
- 28 luglio - Eddie Costa, pianista e vibrafonista statunitense (n. 1930)
- 28 luglio - Franz Konwitschny, direttore d'orchestra tedesco (n. 1901)
- 28 luglio - Mansueto Pometta, politico svizzero (n. 1874)
- 29 luglio - Gabriel Acacius Coussa, cardinale e arcivescovo cattolico siriano (n. 1897)
- 29 luglio - Leonardo De Lorenzo, flautista italiano (n. 1875)
- 29 luglio - Ronald Fisher, statistico, matematico e biologo britannico (n. 1890)
- 30 luglio - Renato di Borbone-Parma, militare spagnolo (n. 1894)
- 30 luglio - Luigi Carnera, astronomo e matematico italiano (n. 1875)
- 30 luglio - Johannes Gerckens Bassøe, avvocato e politico norvegese (n. 1878)
- 30 luglio - Pasquale Lissone, calciatore italiano (n. 1891)
- 30 luglio - Myron McCormick, attore statunitense (n. 1908)

## Agosto(67)
- 1º agosto - Henry Gordon Bennett, generale australiano (n. 1887)
- 1º agosto - Constantin Iotzu, architetto romeno (n. 1884)
- 1º agosto - Colin Campbell Sanborn, zoologo statunitense (n. 1897)
- 2 agosto - Emil Krause, calciatore tedesco (n. 1908)
- 2 agosto - Armand de Gramont, nobile e scienziato francese (n. 1879)
- 3 agosto - Luigi Garlatti Venturini, architetto italiano (n. 1885)
- 4 agosto - Jean Brichaut, calciatore belga (n. 1911)
- 4 agosto - Hakob Melk'owmyan, generale e scrittore sovietico (n. 1885)
- 4 agosto - Marilyn Monroe, attrice, cantante e modella statunitense (n. 1926)
- 5 agosto - Gabriel Faure, poeta e scrittore francese (n. 1877)
- 5 agosto - Lester Fuller, regista statunitense (n. 1908)
- 5 agosto - Ramón Pérez de Ayala, scrittore e giornalista spagnolo (n. 1880)
- 5 agosto - Eugene Van Antwerp, politico statunitense (n. 1889)
- 5 agosto - John Willie, fotografo, illustratore e fumettista britannico (n. 1902)
- 6 agosto - Maria Cristina d'Asburgo-Teschen, nobildonna (n. 1879)
- 6 agosto - Frank Balasz, giocatore di football americano statunitense (n. 1918)
- 6 agosto - Ángel Borlenghi, sindacalista e politico argentino (n. 1906)
- 6 agosto - Giuseppe Falugi, generale italiano (n. 1886)
- 6 agosto - David Gaul, nuotatore statunitense (n. 1886)
- 7 agosto - Gustaf Lewenhaupt, cavaliere svedese (n. 1879)
- 7 agosto - Vincenzo Marcellusi, poeta italiano (n. 1886)
- 8 agosto - Kunio Yanagita, scrittore giapponese (n. 1875)
- 9 agosto - Hermann Hesse, scrittore, poeta e pittore tedesco (n. 1877)
- 9 agosto - Hendrik de Iongh, schermidore olandese (n. 1877)
- 9 agosto - Poul Nielsen, calciatore danese (n. 1891)
- 9 agosto - Bjørn Rasmussen, calciatore danese (n. 1885)
- 10 agosto - Maximilien Sorre, geografo francese (n. 1880)
- 12 agosto - Mabel Parton, tennista britannica (n. 1881)
- 13 agosto - Mabel Dodge Luhan, mecenate e scrittrice statunitense (n. 1879)
- 15 agosto - Dan Bain, hockeista su ghiaccio canadese (n. 1874)
- 15 agosto - William King Hale, assassino, politico e criminale statunitense (n. 1874)
- 15 agosto - Bob McIntyre, pilota motociclistico britannico (n. 1928)
- 17 agosto - Frédéric Marie Blessing, missionario e vescovo cattolico olandese (n. 1886)
- 17 agosto - Peter Fechter, tedesco (n. 1944)
- 17 agosto - Voldemārs Žins, calciatore lettone (n. 1905)
- 18 agosto - Guido Bedarida, scrittore italiano (n. 1900)
- 18 agosto - Lucien Berland, entomologo e aracnologo francese (n. 1888)
- 18 agosto - Max Fabiani, architetto e urbanista italiano (n. 1865)
- 18 agosto - Arthur Moulton, vescovo anglicano statunitense (n. 1873)
- 18 agosto - Cleo Ridgely, attrice statunitense (n. 1893)
- 18 agosto - Folke Sandström, cavaliere e militare svedese (n. 1892)
- 19 agosto - Roy Davidson, effettista statunitense (n. 1896)
- 19 agosto - Jean Lucienbonnet, pilota automobilistico francese (n. 1923)
- 20 agosto - Joseph Demicoli, pallanuotista maltese (n. 1914)
- 20 agosto - Teofilius Matulionis, arcivescovo cattolico lituano (n. 1873)
- 21 agosto - Richard Garrick, attore e regista irlandese (n. 1878)
- 21 agosto - Hermann Höfle, militare tedesco (n. 1911)
- 22 agosto - Charles Rigoulot, sollevatore francese (n. 1903)
- 22 agosto - Rudolf Alexander Schröder, scrittore, architetto e pittore tedesco (n. 1878)
- 23 agosto - Walter Anderson, scrittore tedesco (n. 1885)
- 23 agosto - Joseph Berchtold, generale tedesco (n. 1897)
- 23 agosto - Hoot Gibson, attore, regista e produttore cinematografico statunitense (n. 1892)
- 24 agosto - Lillian Albertson, attrice e produttrice cinematografica statunitense (n. 1881)
- 24 agosto - Riccardo Motta, prefetto italiano (n. 1878)
- 24 agosto - Hermann Schweickert, calciatore tedesco (n. 1885)
- 24 agosto - Shorty Templeman, pilota automobilistico statunitense (n. 1919)
- 26 agosto - Dušan Simović, generale e politico serbo (n. 1882)
- 26 agosto - Vilhjalmur Stefansson, esploratore e etnologo canadese (n. 1879)
- 28 agosto - Léon Binoche, rugbista a 15 francese (n. 1878)
- 28 agosto - Renato Del Frate, direttore della fotografia italiano (n. 1910)
- 28 agosto - Edmond Privat, scrittore, giornalista e esperantista svizzero (n. 1889)
- 29 agosto - Antonio Piatti, pittore e scultore italiano (n. 1875)
- 29 agosto - Georgina de Albuquerque, pittrice brasiliana (n. 1885)
- 30 agosto - Paul Bloch, calciatore francese (n. 1897)
- 30 agosto - Karel Kratz, pallanuotista olandese (n. 1893)
- 31 agosto - Hélène Brion, attivista francese (n. 1882)
- 31 agosto - Felicjan Sławoj Składkowski, medico, generale e politico polacco (n. 1885)

## Settembre(77)
- 1º settembre - Hans-Jürgen von Arnim, generale tedesco (n. 1889)
- 1º settembre - Florence Lee, attrice statunitense (n. 1888)
- 1º settembre - György Szabó, calciatore ungherese (n. 1921)
- 3 settembre - Mario Bonetti, ciclista su strada italiano (n. 1902)
- 3 settembre - Dorothy Brookshaw, velocista canadese (n. 1912)
- 3 settembre - Edward Estlin Cummings, poeta, pittore e illustratore statunitense (n. 1894)
- 3 settembre - Aldo Locatelli, pittore italiano (n. 1915)
- 4 settembre - Carlo Buttafochi, avvocato e politico italiano (n. 1882)
- 4 settembre - William Clothier, tennista statunitense (n. 1881)
- 4 settembre - Enzo Gainotti, attore italiano (n. 1892)
- 4 settembre - John P. McCarthy, regista, sceneggiatore e attore statunitense (n. 1884)
- 5 settembre - Michele Abati, mafioso italiano (n. 1900)
- 6 settembre - Hanns Eisler, compositore austriaco (n. 1898)
- 6 settembre - Seiichirō Kashio, tennista giapponese (n. 1892)
- 6 settembre - Ellen Osiier, schermitrice danese (n. 1890)
- 7 settembre - Morris Louis, pittore statunitense (n. 1912)
- 7 settembre - Karen Blixen, scrittrice danese (n. 1885)
- 7 settembre - Louis King, regista e attore statunitense (n. 1898)
- 7 settembre - Gaetano Vigo, politico italiano (n. 1897)
- 7 settembre - Eiji Yoshikawa, scrittore giapponese (n. 1892)
- 9 settembre - Paavo Aaltonen, ginnasta finlandese (n. 1919)
- 9 settembre - Vladimir Jakovlevič Klimov, scienziato sovietico (n. 1892)
- 10 settembre - Giacomo Pinasco, calciatore e arbitro di calcio italiano (n. 1891)
- 10 settembre - Mogens Wieth, attore danese (n. 1919)
- 11 settembre - Nino Berrini, giornalista, scrittore e drammaturgo italiano (n. 1880)
- 11 settembre - Carlo Bresciani, avvocato, giornalista e politico italiano (n. 1876)
- 11 settembre - Anna Munro, attivista, politica e insegnante scozzese (n. 1881)
- 11 settembre - Kenkichi Ueda, generale giapponese (n. 1875)
- 13 settembre - Gian Bistolfi, librettista, regista e sceneggiatore italiano (n. 1886)
- 14 settembre - Marcel Delannoy, compositore francese (n. 1898)
- 14 settembre - Willy Düskow, canottiere tedesco (n. 1879)
- 14 settembre - Serafino Giannelli, politico italiano (n. 1874)
- 14 settembre - William Lindsay Gresham, scrittore statunitense (n. 1909)
- 14 settembre - Fred Schule, ostacolista statunitense (n. 1879)
- 15 settembre - Giulio Ulisse Arata, architetto italiano (n. 1881)
- 15 settembre - William Weber Coblentz, astronomo e fisico statunitense (n. 1897)
- 15 settembre - Vilmos Kertész, calciatore ungherese (n. 1890)
- 17 settembre - Stella Adams, attrice statunitense (n. 1883)
- 17 settembre - Francesco Flora, critico letterario, storico della letteratura e poeta italiano (n. 1891)
- 17 settembre - Lamberto Picasso, attore, regista e doppiatore italiano (n. 1880)
- 18 settembre - Giacomo Buzzi Reschini, scultore italiano (n. 1881)
- 18 settembre - Raffaele Martinetti-Bianchi, nobile italiano (n. 1894)
- 18 settembre - Teresa Neumann, mistica e veggente tedesca (n. 1898)
- 19 settembre - Leopoldo Conforti, magistrato italiano (n. 1891)
- 19 settembre - Nikolaj Fëdorovič Pogodin, drammaturgo russo (n. 1900)
- 19 settembre - Jacques Viaene, pallanuotista francese (n. 1929)
- 19 settembre - Ahmad ibn Yahya, sovrano yemenita (n. 1891)
- 20 settembre - Conrad Helfrich, ammiraglio olandese (n. 1886)
- 20 settembre - Curley Weaver, cantante, chitarrista e cantautore statunitense (n. 1906)
- 21 settembre - Manuel Andrada, giocatore di polo argentino (n. 1890)
- 21 settembre - Marie Bonaparte, nobile, psicoanalista e scrittrice francese (n. 1882)
- 21 settembre - Louis Bournonville, calciatore francese (n. 1891)
- 22 settembre - Giovanni Porzio, politico e avvocato italiano (n. 1873)
- 22 settembre - Natal'ja Rozenel', attrice sovietica (n. 1900)
- 23 settembre - Edoardo Furi, fantino italiano (n. 1883)
- 23 settembre - Ernst von Leyser, generale tedesco (n. 1889)
- 23 settembre - Natale Loiacono, calciatore italiano (n. 1895)
- 23 settembre - Gennaro Perrotta, grecista e filologo classico italiano (n. 1900)
- 23 settembre - Ernst Schwarz, biologo e zoologo tedesco (n. 1889)
- 23 settembre - Louis de Soissons, architetto e urbanista britannico (n. 1890)
- 24 settembre - Sam McDaniel, attore statunitense (n. 1886)
- 24 settembre - Charles Reisner, regista e attore statunitense (n. 1887)
- 25 settembre - María Rosa Lida de Malkiel, filologa classica e grecista argentina (n. 1910)
- 25 settembre - Vittorio Zorzoli, calciatore italiano (n. 1895)
- 26 settembre - Federico De Rocco, pittore e incisore italiano (n. 1918)
- 27 settembre - Umberto Adamoli, politico e militare italiano (n. 1878)
- 27 settembre - Christian Juhl, ginnasta danese (n. 1898)
- 27 settembre - Gino Redi, compositore italiano (n. 1908)
- 28 settembre - Knud Kristensen, politico danese (n. 1880)
- 28 settembre - Roger Nimier, scrittore, giornalista e sceneggiatore francese (n. 1925)
- 29 settembre - Robert Burton, attore statunitense (n. 1895)
- 29 settembre - Owe Jonsson, velocista svedese (n. 1940)
- 29 settembre - Ottorino Mezzetti, generale italiano (n. 1877)
- 30 settembre - Enzo Cozzolini, calciatore italiano (n. 1924)
- 30 settembre - Karen Lachmann, schermitrice danese (n. 1916)
- 30 settembre - Muhammad VIII al-Amin, sovrano tunisino (n. 1881)
- 30 settembre - Antonio Scialoja, giurista e politico italiano (n. 1879)

## Ottobre(88)
- 1º ottobre - Ludwig Bemelmans, scrittore e pittore tedesco (n. 1898)
- 1º ottobre - Raoul Nordling, diplomatico svedese (n. 1882)
- 2 ottobre - Heinrich Deubel, militare tedesco (n. 1890)
- 2 ottobre - Madeleine Fournier-Sarlovèze, golfista francese (n. 1873)
- 2 ottobre - Juan Francia, calciatore argentino (n. 1897)
- 2 ottobre - Karl Grune, regista, sceneggiatore e produttore cinematografico austriaco (n. 1890)
- 2 ottobre - Frank Lovejoy, attore statunitense (n. 1912)
- 2 ottobre - Lilly Steiner, pittrice e incisore austriaca (n. 1884)
- 3 ottobre - Guglielmo Cassinelli, generale e aviatore italiano (n. 1897)
- 3 ottobre - Jurij Aleksandrovič Muzikant, regista cinematografico sovietico (n. 1900)
- 3 ottobre - Victor Sonnemans, pallanuotista belga (n. 1874)
- 4 ottobre - Nino Rastelli, paroliere italiano (n. 1913)
- 4 ottobre - Sergej Il'ič Sidelёv, regista cinematografico sovietico (n. 1906)
- 5 ottobre - Sylvia Beach, editrice statunitense (n. 1887)
- 5 ottobre - Agilulfo Caramia, politico e avvocato italiano (n. 1885)
- 5 ottobre - Rasmus Rasmussen, scrittore, politico e insegnante faroese (n. 1871)
- 6 ottobre - Tod Browning, regista, attore e sceneggiatore statunitense (n. 1880)
- 6 ottobre - Manfred Czernin, aviatore e militare britannico (n. 1913)
- 6 ottobre - Orazio Pedrazzi, giornalista, scrittore e politico italiano (n. 1889)
- 6 ottobre - Tempe Pigott, attrice inglese (n. 1884)
- 6 ottobre - Saeroen, giornalista, sceneggiatore e scrittore indonesiano
- 7 ottobre - Scrapper Blackwell, chitarrista statunitense (n. 1903)
- 7 ottobre - Henri Oreiller, sciatore alpino e pilota automobilistico francese (n. 1925)
- 8 ottobre - Lidio Cipriani, antropologo, etnografo e esploratore italiano (n. 1892)
- 8 ottobre - Solomon Linda, musicista, compositore e cantautore sudafricano (n. 1909)
- 8 ottobre - Felice Platone, politico, partigiano e avvocato italiano (n. 1896)
- 9 ottobre - Leland Fuller, scenografo statunitense (n. 1899)
- 9 ottobre - Ferdinand Schaal, generale tedesco (n. 1889)
- 9 ottobre - Milan Vidmar, scacchista e ingegnere jugoslavo (n. 1885)
- 10 ottobre - Edmund H. Hansen, effettista statunitense (n. 1894)
- 10 ottobre - Domenico Valinotti, pittore e scenografo italiano (n. 1889)
- 11 ottobre - Émile Poilvé, lottatore francese (n. 1903)
- 11 ottobre - Erich von Tschermak, agronomo austriaco (n. 1871)
- 12 ottobre - Federigo Severini, architetto e ingegnere italiano (n. 1888)
- 13 ottobre - Elisabetta di Urach, principessa tedesca (n. 1894)
- 14 ottobre - Arthur Gouge, ingegnere britannico (n. 1890)
- 14 ottobre - Irma Gramatica, attrice italiana (n. 1867)
- 14 ottobre - Jacques Majorelle, pittore francese (n. 1886)
- 15 ottobre - Giuseppe Ayroldi, politico italiano (n. 1895)
- 16 ottobre - Gaston Bachelard, filosofo francese (n. 1884)
- 16 ottobre - Joseph Aloysius Burke, vescovo cattolico statunitense (n. 1886)
- 16 ottobre - Elena Karađorđević, principessa serba (n. 1884)
- 16 ottobre - Lionello Quaglia, calciatore italiano (n. 1895)
- 16 ottobre - Saichirō Tomonari, ammiraglio giapponese (n. 1887)
- 16 ottobre - Margherita Carola di Sassonia, principessa (n. 1900)
- 17 ottobre - Natal'ja Sergeevna Gončarova, pittrice, illustratrice e scenografa russa (n. 1881)
- 17 ottobre - János Wenk, nuotatore e pallanuotista ungherese (n. 1894)
- 18 ottobre - Charles Loupot, pubblicitario francese (n. 1892)
- 18 ottobre - Iván Petrovich, attore serbo (n. 1894)
- 19 ottobre - Gherardo Marone, ispanista, critico letterario e avvocato italiano (n. 1891)
- 20 ottobre - Bruno Belin, calciatore jugoslavo (n. 1929)
- 20 ottobre - Jesús Herrera Alonso, calciatore spagnolo (n. 1938)
- 20 ottobre - Frederick Nicholas, calciatore inglese (n. 1893)
- 21 ottobre - Karl Elmendorff, direttore d'orchestra tedesco (n. 1891)
- 21 ottobre - Edoardo Facchini, vescovo cattolico italiano (n. 1886)
- 21 ottobre - Ettore Messana, agente di polizia e questore italiano (n. 1884)
- 22 ottobre - Antonio Primaldo Coco, francescano e storico italiano (n. 1879)
- 22 ottobre - Vanni Marcoux, cantante, baritono e basso francese (n. 1877)
- 23 ottobre - Jean Toulout, attore, regista e sceneggiatore francese (n. 1887)
- 24 ottobre - Aston Chichester, missionario e arcivescovo cattolico britannico (n. 1879)
- 24 ottobre - Vittorio Ragazzini, latinista italiano (n. 1887)
- 25 ottobre - Louis Abell, canottiere statunitense (n. 1884)
- 26 ottobre - Louise Beavers, attrice statunitense (n. 1902)
- 26 ottobre - Tarcisio Bedini, pittore italiano (n. 1929)
- 26 ottobre - Silvio De Nicolai, calciatore italiano (n. 1897)
- 26 ottobre - Armand Isaac-Bénédic, giocatore di curling francese (n. 1875)
- 26 ottobre - Domenico Tripepi, avvocato e politico italiano (n. 1889)
- 27 ottobre - Rudolf Anderson, aviatore statunitense (n. 1927)
- 27 ottobre - Giovanni Ardizzone, attivista e pacifista italiano (n. 1941)
- 27 ottobre - Irnerio Bertuzzi, militare e aviatore italiano (n. 1919)
- 27 ottobre - Vicente Carretero, ciclista su strada spagnolo (n. 1915)
- 27 ottobre - Otto Froitzheim, tennista tedesco (n. 1884)
- 27 ottobre - Enrico Mattei, imprenditore, partigiano e politico italiano (n. 1906)
- 27 ottobre - John Stumar, direttore della fotografia ungherese (n. 1892)
- 28 ottobre - Roland Cubitt, III barone Ashcombe, nobile inglese (n. 1899)
- 28 ottobre - Attilio Formenti, calciatore italiano (n. 1881)
- 28 ottobre - Vera Pašennaja, attrice russa (n. 1887)
- 28 ottobre - Gabrielle Renaudot, astronoma francese (n. 1877)
- 29 ottobre - Ivo Buzzegoli, allenatore di calcio e calciatore italiano (n. 1919)
- 29 ottobre - Gaetano Fuardo, ingegnere e inventore italiano (n. 1878)
- 29 ottobre - Umberto Guarducci, ciclista su strada italiano (n. 1911)
- 29 ottobre - Einar Gundersen, calciatore norvegese (n. 1896)
- 29 ottobre - Eger V. Murphree, chimico statunitense (n. 1898)
- 29 ottobre - David Rittenhouse, aviatore e militare statunitense (n. 1894)
- 30 ottobre - Yvette Andréyor, attrice francese (n. 1891)
- 31 ottobre - Thomas Holenstein, politico svizzero (n. 1896)
- 31 ottobre - Louis Massignon, orientalista, teologo e presbitero francese (n. 1883)
- 31 ottobre - Frederick Stephani, sceneggiatore, regista e produttore cinematografico tedesco (n. 1903)

## Novembre(69)
- 1º novembre - Pëtr Ivanovič Dolgov, aviatore sovietico (n. 1920)
- 1º novembre - Gemma La Guardia Gluck, scrittrice e superstite dell'Olocausto statunitense (n. 1881)
- 1º novembre - Thomas MacRobert, matematico scozzese (n. 1884)
- 1º novembre - Ricardo Rodríguez de la Vega, pilota di Formula 1 messicano (n. 1942)
- 2 novembre - Godfrey Lowell Cabot, imprenditore e filantropo statunitense (n. 1861)
- 2 novembre - Felice Lattuada, compositore e direttore d'orchestra italiano (n. 1882)
- 3 novembre - Harlow Curtice, dirigente d'azienda statunitense (n. 1893)
- 3 novembre - Marjorie Fulton, violinista statunitense (n. 1909)
- 3 novembre - Antonius van Loon, tiratore di fune olandese (n. 1888)
- 4 novembre - Florián Rey, regista spagnolo (n. 1894)
- 6 novembre - Antonio Baldini, giornalista, critico letterario e scrittore italiano (n. 1889)
- 6 novembre - Ulrich Rück, chimico tedesco (n. 1882)
- 7 novembre - Luigi Barral, ciclista su strada italiano (n. 1907)
- 7 novembre - Gaetano Chiaromonte, scultore e pittore italiano (n. 1872)
- 7 novembre - Edward Peil Jr., attore statunitense (n. 1907)
- 7 novembre - Eleanor Roosevelt, attivista e first lady statunitense (n. 1884)
- 7 novembre - Bruno Tasso, curatore editoriale, giornalista e traduttore italiano (n. 1914)
- 7 novembre - Luigi Venzano, scultore italiano (n. 1885)
- 8 novembre - William Bailey, attore statunitense (n. 1886)
- 8 novembre - Ferenc Kocsis, calciatore ungherese (n. 1904)
- 8 novembre - Willis O'Brien, animatore, regista e effettista statunitense (n. 1886)
- 8 novembre - Jack Reynolds, allenatore di calcio e calciatore inglese (n. 1881)
- 9 novembre - Luigi Guercio, presbitero e latinista italiano (n. 1882)
- 10 novembre - Julius Lenhart, ginnasta e multiplista austriaco (n. 1875)
- 11 novembre - George Hoyt, arbitro di pallacanestro statunitense (n. 1883)
- 11 novembre - Joe Ruddy, pallanuotista e nuotatore statunitense (n. 1878)
- 12 novembre - Roque González Garza, politico messicano (n. 1885)
- 13 novembre - Giuseppe Scarlattei, pittore italiano (n. 1886)
- 14 novembre - Gaetano De Cicco, vescovo cattolico italiano (n. 1880)
- 14 novembre - Manuel Gálvez, scrittore, poeta e storico argentino (n. 1882)
- 15 novembre - Ralph Dawson, montatore, regista e sceneggiatore statunitense (n. 1897)
- 15 novembre - Irene Lentz, costumista e attrice statunitense (n. 1900)
- 15 novembre - Toscha Seidel, violinista statunitense (n. 1899)
- 17 novembre - Thaulow Goberg, allenatore di calcio e calciatore norvegese (n. 1897)
- 17 novembre - Giovanni Roveda, antifascista, sindacalista e politico italiano (n. 1894)
- 18 novembre - Clifford Bax, drammaturgo, poeta e giornalista inglese (n. 1886)
- 18 novembre - Niels Bohr, fisico danese (n. 1885)
- 18 novembre - Abdulla Goran, poeta curdo (n. 1904)
- 18 novembre - Abram Solomonovič Gurvič, compositore di scacchi sovietico (n. 1897)
- 19 novembre - Michel Camélat, drammaturgo, poeta e scrittore francese (n. 1871)
- 19 novembre - Gerald Charles Dickens, ammiraglio inglese (n. 1879)
- 19 novembre - Luigi Poggi, velista italiano (n. 1906)
- 19 novembre - Edy Reinalter, sciatore alpino svizzero (n. 1920)
- 19 novembre - George Lyttleton Rogers, tennista irlandese (n. 1906)
- 20 novembre - Pasquale Vitiello, pittore italiano (n. 1912)
- 21 novembre - Frank Amyot, canoista canadese (n. 1904)
- 21 novembre - Salvatore Cambosu, scrittore e giornalista italiano (n. 1895)
- 21 novembre - Sao Shwe Thaik, politico birmano (n. 1894)
- 21 novembre - Angelo Vasta, dirigente sportivo italiano (n. 1901)
- 22 novembre - René Coty, politico francese (n. 1882)
- 22 novembre - George Vernot, nuotatore canadese (n. 1901)
- 24 novembre - Gianni Russian, pittore italiano (n. 1922)
- 24 novembre - Cyril Smith, pilota motociclistico britannico (n. 1919)
- 24 novembre - Forrest Smithson, ostacolista statunitense (n. 1884)
- 24 novembre - Jan van der Wiel, schermidore olandese (n. 1892)
- 25 novembre - Giuseppe Abozzi, avvocato e politico italiano (n. 1882)
- 25 novembre - Richard Brünner, schermidore austriaco (n. 1888)
- 26 novembre - Aleksandr Antonov, attore sovietico (n. 1898)
- 26 novembre - Giovanni Lorenzi, architetto e ingegnere italiano (n. 1901)
- 26 novembre - Francesco Maruca, politico e antifascista italiano (n. 1898)
- 26 novembre - Albert Sarraut, politico francese (n. 1872)
- 27 novembre - August Lass, calciatore estone (n. 1903)
- 28 novembre - Guglielmina dei Paesi Bassi, regina (n. 1880)
- 29 novembre - Kārlis Ašmanis, calciatore lettone (n. 1898)
- 29 novembre - Erik Scavenius, politico e diplomatico danese (n. 1877)
- 30 novembre - Ossip Bernstein, scacchista ucraino (n. 1882)
- 30 novembre - Jaroslav Bezecný, allenatore di calcio cecoslovacco (n. 1886)
- 30 novembre - František Kopřiva, calciatore cecoslovacco (n. 1901)
- 30 novembre - Max Vasmer, glottologo e slavista tedesco (n. 1886)

## Dicembre(86)
- 1º dicembre - Irene Mawer, mimo e insegnante britannica (n. 1893)
- 1º dicembre - Henri Wallon, psicologo, pedagogista e filosofo francese (n. 1879)
- 2 dicembre - Nikolaj Pavlovič Anosov, direttore d'orchestra e pedagogista russo (n. 1900)
- 3 dicembre - Mary Gilmore, scrittrice, poetessa e giornalista australiana (n. 1865)
- 4 dicembre - Pontus Hanson, pallanuotista e nuotatore svedese (n. 1884)
- 4 dicembre - Francesco Spirito, medico italiano (n. 1885)
- 4 dicembre - Pietro Tomasi della Torretta, nobile, diplomatico e politico italiano (n. 1873)
- 5 dicembre - Alsing Andersen, politico danese (n. 1893)
- 5 dicembre - Donato Leone, avvocato, giornalista e politico italiano (n. 1884)
- 5 dicembre - Oscar Olsen, tiratore di fune e sollevatore statunitense (n. 1875)
- 5 dicembre - Joseph Rock, esploratore, geografo e medico austriaco (n. 1884)
- 5 dicembre - Stewart Symes, militare britannico (n. 1882)
- 7 dicembre - Kirsten Flagstad, soprano norvegese (n. 1895)
- 8 dicembre - Henri Bléhaut, ammiraglio francese (n. 1889)
- 9 dicembre - William Hirigoyen, rugbista a 15, bobbista e skeletonista francese (n. 1898)
- 10 dicembre - Domenico Giorda, calciatore italiano (n. 1894)
- 10 dicembre - Herbert Kemmer, hockeista su prato tedesco (n. 1905)
- 11 dicembre - Fred Sersen, effettista statunitense (n. 1890)
- 11 dicembre - Jorma Valkama, lunghista finlandese (n. 1928)
- 12 dicembre - Felix Aderca, scrittore, poeta e giornalista rumeno (n. 1891)
- 12 dicembre - Ekaterina Vasil'evna Gel'cer, ballerina russa (n. 1876)
- 12 dicembre - Pagu, scrittrice, poeta e giornalista brasiliana (n. 1910)
- 13 dicembre - Ahmad Nami, politico siriano (n. 1873)
- 13 dicembre - Leslie Perrins, attore inglese (n. 1901)
- 14 dicembre - Carlo De Ferrari, arcivescovo cattolico italiano (n. 1885)
- 14 dicembre - Pio Paschini, vescovo cattolico e storico italiano (n. 1878)
- 15 dicembre - Charles Laughton, attore e regista britannico (n. 1899)
- 15 dicembre - Eriberto Scarlino, compositore, pianista e insegnante italiano (n. 1895)
- 15 dicembre - Jean Stern, schermidore francese (n. 1875)
- 15 dicembre - Adila d'Arányi Fachiri, violinista ungherese (n. 1886)
- 16 dicembre - Charles Arden-Clarke, politico britannico (n. 1898)
- 16 dicembre - Nazzareno De Angelis, basso italiano (n. 1881)
- 16 dicembre - Lily Elsie, attrice teatrale e cantante britannica (n. 1886)
- 16 dicembre - Lew Landers, regista e attore statunitense (n. 1901)
- 16 dicembre - Giovanni Parodi, politico, sindacalista e operaio italiano (n. 1889)
- 16 dicembre - Franco Pierandrei, giurista italiano (n. 1914)
- 17 dicembre - Ezio Bartalini, politico e giornalista italiano (n. 1884)
- 17 dicembre - Carl Diem, dirigente sportivo e storico tedesco (n. 1882)
- 17 dicembre - Giuseppe Furlani, assiriologo e storico delle religioni italiano (n. 1885)
- 17 dicembre - Robert M. Haas, scenografo statunitense (n. 1889)
- 17 dicembre - Herbert Haresnape, nuotatore britannico (n. 1880)
- 17 dicembre - Thomas Mitchell, attore statunitense (n. 1892)
- 18 dicembre - Fiumicello Fiumicelli, politico e radiologo italiano (n. 1898)
- 19 dicembre - Jean-Marie Charles Abrial, ammiraglio francese (n. 1879)
- 19 dicembre - Warren Brittingham, calciatore statunitense (n. 1886)
- 19 dicembre - Gino Giacomini, politico e insegnante sammarinese (n. 1878)
- 19 dicembre - Friedrich Vordemberge-Gildewart, pittore tedesco (n. 1899)
- 20 dicembre - Emil Artin, matematico austriaco (n. 1898)
- 20 dicembre - Alberto Busancano, calciatore italiano (n. 1891)
- 20 dicembre - Archibald Christie, militare e imprenditore britannico (n. 1889)
- 20 dicembre - Gertrude d'Asburgo-Lorena, nobile (n. 1900)
- 20 dicembre - Battista Pisa, calciatore e imprenditore italiano (n. 1894)
- 21 dicembre - Egidio Caspani, religioso italiano (n. 1891)
- 21 dicembre - Gary Hocking, pilota motociclistico rhodesiano (n. 1937)
- 22 dicembre - Alberto Bergamini, giornalista e politico italiano (n. 1871)
- 22 dicembre - Giovanni Formisano, poeta italiano (n. 1878)
- 22 dicembre - Jules Pirard, ginnasta francese (n. 1885)
- 23 dicembre - Luis Alberni, attore spagnolo (n. 1886)
- 23 dicembre - Luigi Boniforti, avvocato e partigiano italiano (n. 1900)
- 23 dicembre - José Giral, politico e chimico spagnolo (n. 1879)
- 23 dicembre - Halpern Leivick, scrittore russo (n. 1888)
- 23 dicembre - James Patrick McGranery, politico statunitense (n. 1895)
- 23 dicembre - George Saiko, scrittore austriaco (n. 1892)
- 24 dicembre - Wilhelm Ackermann, matematico tedesco (n. 1896)
- 24 dicembre - Roberto Caselli, calciatore italiano (n. 1892)
- 24 dicembre - Lajos Politzer, allenatore di calcio e calciatore ungherese (n. 1898)
- 25 dicembre - Axel Thufason, calciatore danese (n. 1889)
- 26 dicembre - Calcedonio Di Pisa, mafioso italiano (n. 1931)
- 26 dicembre - Vasco Giani, calciatore italiano (n. 1896)
- 26 dicembre - Edmondo Rho, critico letterario italiano (n. 1901)
- 27 dicembre - Ol'ga Preobraženskaja, ballerina e insegnante russa (n. 1871)
- 28 dicembre - Gab Sorère, scenografa e regista francese (n. 1877)
- 28 dicembre - Kathleen Clifford, attrice statunitense (n. 1887)
- 28 dicembre - John Howard Dellinger, ingegnere statunitense (n. 1886)
- 28 dicembre - Kazimierz Świtalski, ufficiale e politico polacco (n. 1886)
- 29 dicembre - József Keresztessy, ginnasta ungherese (n. 1885)
- 29 dicembre - Francine Nebot, cestista e pallavolista francese
- 29 dicembre - Hans Rosbaud, direttore d'orchestra austriaco (n. 1895)
- 30 dicembre - Edmondo Mornese, calciatore italiano (n. 1910)
- 30 dicembre - Arthur Oncken Lovejoy, filosofo statunitense (n. 1873)
- 31 dicembre - Baby Arizmendi, pugile messicano (n. 1913)
- 31 dicembre - Charles Galton Darwin, fisico britannico (n. 1887)
- 31 dicembre - Augusto Lozzia, pittore italiano (n. 1896)
- 31 dicembre - Louis Strebler, lottatore statunitense (n. 1881)
- 31 dicembre - Norbert Van Caeneghem, calciatore francese (n. 1912)
- 31 dicembre - Gigi Vitali, alpinista e militare italiano (n. 1913)

## Senza giorno specificato(64)
- Sayed Abaza, calciatore egiziano (n. 1897)
- Benediktos Adamantiades, oculista greco (n. 1875)
- Giovanni Alfero, germanista italiano (n. 1888)
- Attilio Ascarelli, medico italiano (n. 1875)
- Warren Austin, politico statunitense (n. 1877)
- Billy Barnes, allenatore di calcio e calciatore inglese (n. 1879)
- Frank Bradshaw, calciatore inglese (n. 1884)
- Luigi Cellucci, filologo e storico dell'arte italiano (n. 1876)
- Giuseppe Ciabattini, attore, regista e scrittore italiano (n. 1884)
- Vito Ciampoli, politico, ingegnere e urbanista italiano (n. 1890)
- Robert Colquhoun, pittore e scenografo scozzese (n. 1914)
- Felice Corna, calciatore italiano
- Innocenzo Costantini, ingegnere italiano (n. 1881)
- Juan de Cárcer, allenatore di calcio e calciatore spagnolo (n. 1892)
- Antonio Dal Sasso, politico italiano (n. 1907)
- Hugh Dalton, politico britannico (n. 1887)
- Júlio Dantas, drammaturgo, poeta e politico portoghese (n. 1876)
- Augusto Di Giovanni, fotografo e direttore della fotografia italiano
- Antal Dovcsák, politico ungherese (n. 1879)
- Francesco Fabbri, pittore italiano (n. 1876)
- Karl Feldmüller, calciatore austriaco (n. 1878)
- Aleksandr Filippov, calciatore russo (n. 1892)
- Leopold Friedrich, sollevatore austriaco (n. 1898)
- Olga Fröbe-Kapteyn, attivista olandese (n. 1881)
- Gaetano Gallo, calciatore italiano (n. 1903)
- Wilfrid Wilson Gibson, poeta britannico (n. 1878)
- Joe Guy, trombettista statunitense (n. 1920)
- Paul Götz, astronomo tedesco (n. 1883)
- Pierre Hamp, scrittore francese (n. 1876)
- Max Hartmann, biologo tedesco (n. 1876)
- Wilson Jameson, medico scozzese (n. 1885)
- Helge Krog, drammaturgo norvegese (n. 1889)
- Félix Chemla Lamèch, astronomo e meteorologo francese (n. 1894)
- Augusto Magli, scultore e pittore italiano (n. 1890)
- Pёtr Petrovič Malachov, regista cinematografico sovietico (n. 1892)
- Tommaso Malerba, architetto e ingegnere italiano (n. 1866)
- Vasco Mariotti, chimico e scrittore italiano (n. 1906)
- Domenico Mastroianni, pittore e scultore italiano (n. 1876)
- Jamie McLoughlin, canottiere statunitense (n. 1878)
- Simion Mehedinți, geografo rumeno (n. 1868)
- Guido Moroni Celsi, illustratore e fumettista italiano (n. 1885)
- Neri Nannetti, artista e scrittore italiano (n. 1889)
- Zdeněk Nejedlý, musicologo ceco (n. 1878)
- Carlo Ostrogovich, pittore italiano (n. 1884)
- Pasquale Pigini, produttore discografico italiano (n. 1913)
- Olga Printzlau, sceneggiatrice e commediografa statunitense (n. 1891)
- Milton Propper, scrittore statunitense (n. 1906)
- Serge Raynaud de la Ferriere, esoterista e filosofo francese (n. 1916)
- Helen Reilly, scrittrice statunitense (n. 1891)
- Fernand Rigaux, astronomo belga (n. 1905)
- Cecil Romer, generale britannico (n. 1869)
- Hans Rösch, bobbista tedesco (n. 1914)
- Salvatore Sabella, mafioso italiano (n. 1891)
- Ferdinando Salce, collezionista d'arte italiano (n. 1877)
- Earl Schenck, attore statunitense (n. 1889)
- Pietro Studiati Berni, architetto e ingegnere italiano (n. 1876)
- Henry Swift, fotografo statunitense (n. 1891)
- Alberto Verdi, politico e avvocato italiano (n. 1888)
- Jānis Veselis, scrittore lettone (n. 1896)
- Andrea Viviano, calciatore italiano (n. 1904)
- George Wall, calciatore inglese (n. 1885)
- Wilmas Wilhelm, allenatore di calcio e calciatore ungherese (n. 1895)
- Gigiotti Zanini, architetto e pittore italiano (n. 1893)
- Pavel Zolkin, calciatore russo (n. 1894)